# Nikołaj Simonow
Nikołaj Konstantinowicz Simonow, ros. Николай Константинович Симонов (ur. 21 listopada?/4 grudnia 1901 w Samarze, zm. 20 kwietnia 1973 w Leningradzie) – radziecki aktor teatralny i filmowy, Ludowy Artysta ZSRR (1950), Bohater Pracy Socjalistycznej (1971).

## Życiorys
Nikołaj Simonow w latach 1917–1919 uczył się w szkole sztuki i wzornictwa w Samarze. W 1919 r. podjął studia na Wydziale Malarstwa Akademii Sztuk Pięknych w Leningradzie, a w 1922 r. dostał się do leningradzkiej Szkoły Sztuki Aktorskiej i do 1923 r. studiował jednocześnie w obu uczelniach.
Po ukończeniu szkoły aktorskiej i odbyciu służby wojskowej rozpoczął w 1925 r. pracę w Leningradzkim Teatrze Akademickim im. Puszkina, z którym był związany przez resztę życia, z przerwą na lata 1931–1934 kiedy pracował w Kujbyszewskim Teatrze Akademickim im. Gorkiego w Samarze (Kujbyszewie).

## Filmografia
- Czerwoni partyzanci (Красные партизаны) (1924) – Dołgow, partyzant
- Dziewiąty stycznia (Девятое января) (1925) – Borisow, bolszewik
- Katarzyna Izmajłowa (Катерина Измайлова) (1926) – Siergiej, rządca
- Kastuś Kalinowski (Кастусь Калиновский) (1927) – Kastuś Kalinowski
- Córka kapitana (Капитанская дочка) (1928) – hrabia Orłow
- Syn rybaka (Сын рыбака) (1928) – Michaił Łomonosow
- Kain i Artiom (Каин и Артём) (1929) – Artiom, ładowacz
- Powrót (Поворот) (1930) – Stupin
- Czapajew (Чапаев) (1934) – Żychariew, dowódca kawalerzystów
- Miłość w czołgu (Горячие денёчки) (1935) – Miszka Biełokoń, dowódca czołgistów
- Piotr I (Пётр Первый) (1937) – car Piotr I
- Wyspa Bezimienna (Остров Безымянный) (1946) – major Malejew
- Bitwa stalingradzka (Сталинградская битва) (1949) – Wasilij Czujkow
- Bieliński (Белинский) (1951) – ziemianin
- Żywy trup (Живой труп) (1952) – Fiedia Protasow
- Bohaterowie Szipki (Герои Шипки) (1955) – Otto von Bismarck
- Szerszeń (Овод) (1955) – Montanelli
- Serce znów bije (Сердце бьётся вновь) (1956) – profesor Iwan Pieskow
- Diabeł morski (Человек-амфибия) (1962) – profesor Salwator
- Osiedle robotnicze (Рабочий посёлок) (1965) – Sotnikow
- Na jednej planecie (На одной планете) (1965) – pułkownik Robbins
- Ostatnia sprawa komisarza Berlacha (Последнее дело комиссара Берлаха) (1971) – komisarz Hans Berlach

## Odznaczenia i nagrody
- Złoty Medal „Sierp i Młot” Bohatera Pracy Socjalistycznej (3 grudnia 1971)
- Order Lenina – trzykrotnie (1938, 1967, 1971)
- Ludowy Artysta ZSRR (1950)
- Nagroda Stalinowska – trzykrotnie (1941, 1947, 1950)
- Nagroda Państwowa RFSRR im. K.S. Stanisławskiego (1966)